# Бырма (Кунгурский район)
Бырма — село в Пермском крае России. 
Входит в Кунгурский район в рамках административно-территориального устройства и в Кунгурский муниципальный округ в рамках организации местного самоуправления.

## География
Село находится в западной части Кунгурского района, примерно в 44 километрах от Кунгура по прямой на юго-запад.

## История
Село было известно с 1719 года как татарская деревня. Другое название — Татарская Бырма. В конце XIX века близ неё возникла русская деревня Бырма. В советское время деревни объединились. В период 1930—1980-х годов существовали колхозы «Союз» и «Красный сабан», сельхозартель им. Калинина и колхоз «Бырминский». 
До 2004 года село было центром Бырминского сельсовета, с 2004 до 2018 гг.  — центром Бырминского сельского поселения, а с 2018 до 2020 гг. входило в Калининское сельское поселение Кунгурского муниципального района.

## Население
Постоянное население составляло 812 человек в 2002 году (35 % русские, 63 % татары), 709 человек в 2010 году.

## Инфраструктура
Сельскохозяйственные предприятие СПК «Родник». В селе имеются отделение связи, средняя школа, детсад, дом культуры, библиотека.

## Климат
Климат умеренно-континентальный с продолжительной снежной зимой и коротким, умеренно-теплым летом. Средняя температура июля составляет +17,8 0С, января −15,6 0С. Среднегодовая температура воздуха составляет + 1,3°С. Средняя продолжительность периода с отрицательными температурами составляет 168 дней и продолжительность безморозного периода 113 дней. Среднее годовое количество осадков составляет 539 мм.